# Pajambon
Pajambon is een bestuurslaag in het regentschap Kuningan van de provincie West-Java, Indonesië. Pajambon telt 2030 inwoners (volkstelling 2010).